# Раджа-Ампат (острови)
0°14′00″ пд. ш. 130°31′00″ сх. д. / 0.23333333° пд. ш. 130.51666667° сх. д.
Раджа-Ампат (індонез. Kepulauan Raja Ampat, букв. «Чотири Королі») — архіпелаг в Індонезії, що лежить біля північно-західного краю півострова Чендравасіх на острові Нова Гвінея. Архіпелаг складається з понад 1500 малих островів, рифів і мілин, що оточують чотири головні острови Місоол, Салаваті, Батанта та Вайгео, а також менший острів Кофіау.
В адміністративному відношенні архіпелаг входить до складу провінції Південно-Західне Папуа. Більшість островів складають регентство Раджа-Ампат, яке відокремили від регентства Соронг у 2004 році. Регентство охоплює близько 70,000 квадратного кілометра (27 миля2) суші та моря та має населення 64 141 осіб за переписом 2020 року. Проте південна половина острова Салаваті не є частиною цього регентства, а належить до регентства Соронг.

## Історія
Назва Раджа-Ампат (Раджа означає король, а емпат означає чотири) походить з місцевої міфології, що розповідає про жінку, яка знайшла сім яєць, за однією версією цією жінкою була Бокі Табай, дочка Аль-Мансура з Тідорае та дружина Гурабесі. З трьох яєць народилися чоловіки, які стали королями, які зайняли острови Раджа-Ампат, четвертий оселився у Вайгамі, але пізніше мігрував до Калімурі на Серамі. За іншою версією, з п'ятого яйця вилупилася жінка Пін Тейк, яка згодом оселилася на острові Біак, вийшла заміж за Манар Макері й пізніше народила Гурабесі. З шостого яйця вилупився дух, тоді як сьоме яйце не вилупилося і перетворилося на камінь, і йому поклонялися як королю в Калі Раджа на Вайгео.
Першим європейцем, що висадився на островах був португальський мореплавець Жоржі де Мінезіш у 1526 році по дорозі з Біака та Вайгео до Хальмахери.
До того у 15 столітті на островах Раджа-Ампат поширився іслам через політичні та економічні контакти з султанатом Бачан. Впродовж 16-го і 17-го століть Тідорський султанат на Малуку мав тісні економічні та політичні зв'язки з островами.
Як наслідок цих зв'язків Раджа-Ампат вважався частиною Тідорського султанату. Після того, як голландці вторглися в Малуку, на острови почали претендувати Нідерланди.
Англійський дослідник Вільям Дампір дав своє ім'я протоці Дампір, яка відокремлює острів Батанта від острова Вайгео.

## Екологія
Острови є частиною екорегіону дощових лісів Фогелькопу та Ару. Дощові ліси, що вкривають острови, є природним середовищем існування для багатьох видів птахів, ссавців, рептилій і комах. Два види райських птахів — дивоптах червонохвостий (Paradisaea rubra) і дивоптах-білозір синьоголовий (Diphyllodes respublica), є ендеміками островів Вайгео, Гам і Батанта.
Пальма Wallaceodoxa raja-ampat, що відкрита у 2014 році, є ендеміком островів Раджа-Ампат.